# Марченко, Сергей Григорьевич
Серге́й Григо́рьевич Ма́рченко (Татеос Гегамович Мандалян; 1901, Александрополь — 28 июля 1941, Коммунарка) — советский государственный деятель, дипломат, армянский коммунист, поверенный в делах СССР в Испании.

## Биография
Родился в армянской семье торговца, получил среднее образование. Начал свою карьеру в Профинтерне, затем работал в секретариате Коминтерна.
В 1920—1923 годах — на профсоюзной работе в Закавказье.
В 1923—1924 годах — редактор газеты «Гудок» (Москва).
В 1924—1926 годах — редактор «Бюллетеня» Красного интернационала профсоюзов.
В 1926—1927 годах — член Дальне-Восточного бюро Исполнительного комитета Коммунистического интернационала (Шанхай, Китай).
В 1928 году — редактор газеты «Хорурдаин Айастан» («Советская Армения»).
В 1928—1930 годах — председатель Центрального совета профсоюзов Армении.
В 1929—1930 годах — член Президиума ЦК КП(б) Армении.
В 1930 году — председатель Государственной плановой комиссии при СНК Армянской ССР.
С 22 марта по 6 декабря 1930 года — первый заместитель председателя СНК Армянской ССР.
С 14 мая по 6 декабря 1930 года — председатель Центральной контрольной комиссии КП(б) Армении.
До декабря 1930 года — народный комиссар рабоче-крестьянской инспекции Армянской ССР.
С 13 июля 1930 по 26 января 1934 года — член Центральной контрольной комиссии ВКП(б).
В 1933—1934 годах — заместитель торгового представителя СССР во Франции.
До декабря 1934 года — заместитель уполномоченного Комиссии советского контроля при СНК СССР по Воронежской области.
С 15 декабря 1934 по июль 1936 года — председатель Воронежского областного совета профсоюзов.
С июля 1936 по январь 1937 года — политический советник генерального секретаря Исполнительного комитета Коммунистического интернационала Г. Димитрова.
В 1936 году прибыл в Испанию в качестве дипломата, с мая 1937 года возглавлял постоянное представительство СССР в Испании в должности временного поверенного в делах во время гражданской войны в Испании. У него были хорошие отношения с главой республиканского правительства Хуаном Негрином, но плохие отношения с министром обороны Индалесио Прието.
После возвращения в СССР был арестован 22 августа 1939 года по обвинению в участии в контрреволюционной террористической организации и 7 июля 1941 года был приговорён Военной коллегией Верховного Суда СССР к расстрелу. Его дело вёл следователь Родос.
28 июля 1941 года был расстрелян и похоронен на полигоне Коммунарка.
Реабилитирован 6 июля 1955 года ВКВС СССР.
Сын — Анджей Мандалян (1926—2011), мать которого — Теодора Федер (1900—1987).